# Università telematica "Guglielmo Marconi"
L'Università degli Studi di Roma "Guglielmo Marconi" è un'università telematica non statale italiana con sede legale a Roma, legalmente riconosciuta dal Ministero dell'istruzione, dell'università e della ricerca dal 2004.
Offre corsi didattici sia in modalità a distanza che tradizionale. Alla sede di Roma col tempo si sono affiancate quelle di Cagliari, Capalbio, Catania, Cento, Cosenza, Firenze, Gela, Messina, Milano, Napoli, Palermo, Prato, Reggio Calabria, Sestri Levante, Trani e, all'estero, Atene.

## Storia
L'ateneo è stato promosso dalla fondazione Tertium, originariamente un consorzio formato da Cassa di Risparmio di Roma, Consorzio Interuniversitario FOR.COM ("Formazione per la comunicazione"), Wind Telecomunicazioni, Cassa di Risparmio in Bologna, Nuove tecnologie Informatiche s.r.l. e Associazione Nazionale Famiglie Emigrati. Nel 2005 ha promosso la costituzione di un consorzio internazionale di atenei, la GUIDE Association, che oggi comprende 120 associati.

## Struttura
L'ateneo è articolato in sei facoltà:
- Economia
- Giurisprudenza
- Lettere
- Scienze della formazione
- Scienze politiche
- Ingegneria

Le attività di ricerca sono organizzate in sei dipartimenti:
- Fisica nucleare, subnucleare e delle radiazioni
- Ingegneria dell'innovazione e dell'informazione
- Ingegneria della sostenibilità
- Scienze economiche e aziendali
- Scienze giuridiche e politiche
- Scienze umane